# Mozena affinis
Mozena affinis är en insektsart som först beskrevs av William Sweetland Dallas 1852.  Mozena affinis ingår i släktet Mozena och familjen bredkantskinnbaggar. Inga underarter finns listade i Catalogue of Life.